# Râul Honoș
Râul Honoș este un afluent al râului Beregsău. 

## Hărți
- Harta județului Timiș